# Stara Lișnea, Ivanîci
Stara Lișnea (în ucraineană Стара Лішня) este localitatea de reședință a comunei Stara Lișnea din raionul Ivanîci, regiunea Volînia, Ucraina.

## Demografie
Componența lingvistică a localității Stara Lișnea
     Ucraineană (99,53%)
     Alte limbi (0,24%)
Conform recensământului din 2001, majoritatea populației localității Stara Lișnea era vorbitoare de ucraineană (99,53%), existând în minoritate și vorbitori de alte limbi.